# Eriocaulon giganticum
Eriocaulon giganticum är en gräsväxtart som beskrevs av R.J.Davies. Eriocaulon giganticum ingår i släktet Eriocaulon och familjen Eriocaulaceae.
Artens utbredningsområde är Queensland. Inga underarter finns listade i Catalogue of Life.